# Петренко, Василий Васильевич (актёр)
Василий Васильевич Петренко (укр. Василь Васильович Петренко; 4 августа 1955, Шпола, Черкасская область — 22 февраля 1989, Хмельницкий) — советский актер театра и кино.

## Биография
Родился 4 августа 1955 года в городе Шпола Шполянского района Черкасской области Украинской ССР (теперь — город Звенигородского района Черкасской области Украины) в семье военного и учительницы музыкальной школы (класс бандуры), Софии Михайловны. У него была сестра Наталья.
После развода родителей — переехал, вместе с матерью и сестрой, в город Хмельницкий.
Играл на фортепиано, струнных и ударных инструментах. В 16 лет создал ВИА, с которым выступал на творческих вечерах и дискотеках.
В 1977 году — дебютировал в кино в спортивной драме «Если ты уйдёшь...» Киностудии имени Александра Довженко. Параллельно — участвовал в съёмках музыкальной комедии «Дипломаты поневоле».
В 1978 году окончил Киевский институт театрального искусства имени Ивана Карпенко-Карого. Петренко пригласили на работу в Ленинградский драматический театр имени Пушкина.
С 1980 по 1982 год — служил в армии.
После возвращении из армии — познакомился с цирковой артисткой Мариной. Она была москвичкой — пара переехала в Москву.
В 1984 году у супругов родился сын Александр.
В 1980-х годах работал в Московском театре имени М. Н. Ермоловой.
22 февраля 1989 года погиб в Хмельницком Украинской ССР — попал под колёса поезда.

## Фильмография
- 1989 — «И вся любовь» (Игорь)
- 1988 — «Убить дракона» (кузнец)
- 1988 — «Радости земные» (Семён)
- 1988 — «Поляна сказок» (водитель экскурсионного автобуса)
- 1987 — «Причалы» (матрос)
- 1987 — «Ночной экипаж» (таксист)
- 1987 — «Время летать» (Миша, авиадиспетчер)
- 1985 — «По зову сердца» (Дробот, рядовой, бывший уголовник)
- 1985 — «На крутизне» (Пётр Модестович Черногуз)
- 1985 — «Мы обвиняем» (Сурин, свидетель, житель села)
- 1985 — «Жил отважный капитан» (Валерик Оськин)
- 1984 — «У призраков в плену» (Лёня Святой, нет в титрах)
- 1984 — «Тихие воды глубоки» (эпизод)
- 1984 — «Прелюдия судьбы» (Ленька)
- 1984 — «Лучшие годы» (Валя Славинский, выпускник кораблестроительного института)
- 1984 — «Корни» (Валерка)
- 1984 — «Букет мимозы и другие цветы» (Миша)
- 1983 — «Требуются мужчины» (Ваня Почемучкин)
- 1983 — «Незнакомая песня» (короткометражный) (парень с гитарой)
- 1983 — «Дело для настоящих мужчин» (Саня Максимов, прапорщик, сапёр)
- 1983 — «Гори, гори ясно...» (Филя (Филимон Филимоныч), слесарь-ремонтник)
- 1982 — «Ещё до войны» (Лёнька Мурзин)
- 1981 — «Правда лейтенанта Климова» (Генка Дранов, матрос)
- 1981 — «Гиблое дело» (короткометражный)(Сергей, лейтенант милиции)
- 1980 — «Прикажи себе» (Леонид Шерстюк)
- 1980 — «Начальник» (короткометражный)(Андрей Корнеев, геолог, гитарист)
- 1979 — «Точка отсчёта» (Кукин)
- 1979 — «День возвращения» (Юрась)
- 1978 — «Только каплю души» («Рыжий»)
- 1978 — «Предвещает победу...» (Денисов, нет в титрах)
- 1977 — «Если ты уйдёшь...» (Санька)
- 1977 — «Дипломаты поневоле» (актёр Гена, нет в титрах)